# Blasticorhinus luzonensis
Blasticorhinus luzonensis är en fjärilsart som beskrevs av Alfred Ernest Wileman och Reginald James West 1928.
Blasticorhinus luzonensis ingår i släktet Blasticorhinus och familjen nattflyn. Inga underarter finns listade i Catalogue of Life.